# Snake case

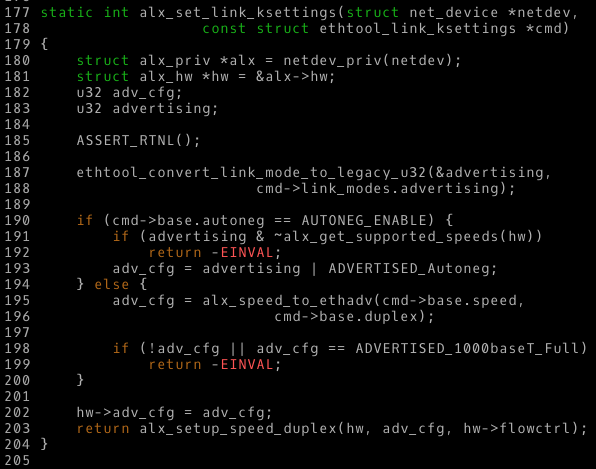
Portion de code du noyau Linux utilisant le snake case

Le snake case est une convention typographique en informatique consistant à écrire des ensembles de mots, généralement, en minuscules en les séparant par des tirets bas. Cette convention s'oppose par exemple au camel case qui consiste à mettre en majuscule les premières lettres de chaque mot.
Cette convention est conseillée dans certains langages de programmation.
- En Python, pour les noms de variables, de fonctions et de méthodes (PEP 8)
- En Ruby, pour les noms de méthodes et de variables.
- En Rust, pour les noms de variables, méthodes, fonctions, modules et crates[1]

## Exemples
Voici plusieurs exemples d'écriture de noms de variable selon la graphie d'origine :
- "nom de variable" devient nom_de_variable
- "NomDeVariableUpperPascalCase" devient nom_de_variable_upper_pascal_case
- "Variable" devient variable
- "variable" devient variable (pas de changement)

## Variantes
Une variante du snake case consiste à écrire ces ensembles de mots en les séparant par des tirets bas, mais cette fois en les écrivant en majuscules. Il s'agit du screaming snake case. Elle est surtout utilisée pour écrire des constantes, en Ruby et en Python par exemple. C'est une convention originaire du langage C, dans lequel les constantes sont le plus souvent définies en tant que macros, et cette convention s'applique alors aussi aux autres types de macros. Java l'utilise abondamment pour les énumérations informelles (sans enum).
Cela donne JE_SUIS_UNE_CONSTANTE.